# La Crosse (Virginia)
La Crosse è un comune degli Stati Uniti d'America, situato nello Stato della Virginia, nella contea di Mecklenburg.